# Latinoamérica es un pueblo al sur de Estados Unidos
Latinoamérica es un pueblo al sur de Estados Unidos és la tercera pista de l'àlbum La voz de los '80 del grup xilè Los Prisioneros.
La cançó es troba en dues versions: l'original, gravada per al disc La voz de los '80, i una segona versió per a una recopilació estrangera del grup (i que temps després va aparèixer a Ni por la razón, ni por la fuerza).
Està dins de la classificació temàtica de Los Prisioneros lligada a la identitat llatinoamericana, en conjunt amb «Maldito sudaca», «We are sudamerican rockers» i «Independencia cultural».
Es va editar un vinil de 12 polzades per a promocionar aquesta cançó en alguns països de Sud-amèrica.

## Cançó
La cançó parla sobre el poc important que és Amèrica Llatina per als països desenvolupats de l'anomenat «Primer Món», donant a entendre que se situa, de manera tant geogràfica com metafòrica, «sota» dels Estats Units.
La lletra del tema, si bé és una crítica directa al imperialisme, apunta més aviat als llatinoamericans que ho defensen:
| «                                                                        | i l'innocent poble de Llatinoamèrica plorarà si mor Ronald Reagan o la reina. I li segueix pas a pas la vida a Carolina, com si aquesta gent sofrís del subdesenvolupament... | » |
| — Los Prisioneros, «Latinoamérica es un pueblo al sur de Estados Unidos» | |   |

Pel que fa a aspectes polítics, planteja clarament la relació entre les dues superpotències de la Guerra Freda respecte a Llatinoamèrica:
| «      | (...)Les potències són els protectors que proven les seves armes en les nostres guerrilles. Ja siguin rojos o ratllats, a l'hora del final no hi ha diferència (...) Som un pueblito tan simpàtic, que tots ens ajuden si es tracta d'un conflicte armar... | » |
| — idem | |   |

El que, a més, deixa clar que el grup no presa partit per cap d'aquestes potències mundials.
Durant la seva interpretació d'aquesta cançó al Festival de Viña del Mar 2003, com en gran part del concert, Jorge González va aprofitar d'atacar durament tant a George W. Bush i la seva agressiva política imperialista, com a la falta d'unitat entre els pobles llatinoamericans i el seu servilisme a favor dels interessos estatunidencs:
| « | L'exèrcit dels Estats Units diu que cal anar a la guerra. Tota Llatinoamèrica li xucla el membre i està disposada a avalar aquesta matança, perquè els mateixos ianquis ens venen el petroli a preus d'alça. George Bush diu que cal anar a matar als àrabs, perquè tenen les reserves de petroli més grans, i ell necessita perquè ell precisament és un texà milionari i amo d'una petroliera. I Llatinoamèrica diu que sí. Anem a la guerra, que sí!, que envaeixin les fronteres, que sí! Que assassinin a nens i a dones, que sí! El periòdic està feliç, la tele està feliç, el noticiari està feliç, tots ells estan feliç [sic]. Tindran les notícies de la massacre en directe. Vendran diaris i notícies amb els bombardejos, i es posaran del costat del més fort una vegada com el van fer en aquells anys de la dictadura. El periòdic diu que és molt patriota, però ho lliura tot als gringos que ens veuen les pilotes. Llatinoamèrica és un poble al sud dels Estats Units. Llatinoamèrica és un poble al sud dels Estats Units! Jo vull al germà argentí, jo estimo al bolivià, jo adoro al peruà i si algú té un problema amb això, bé pot llepar-me l'anus (si és que el deixo, per descomptat). | » |

## Inspiració
Segons Jorge González, en una entrevista publicada en 2001 en el lloc web oficial de la banda:
| « | «Per a aquesta cançó, jo pensava en un grup veneçolà que es deia Las Cuatro Monedas. En un disc de la casa de la meva iaieta estava la cançó La Buena Suerte, i amb aquesta influència, més la de UB 40, vaig fer la cançó. L'estava escrivint a la universitat, li vaig mostrar la lletra a Fonseca, que era company meu no més i que ni pensava a ser manager ni res. L'altre que em va inspirar molt per a la lletra era Florcita Motuda, perquè la cançó, com les d'ell, era ben llarga, tenia moltes paraules. Florcita és un compositor que sempre he admirat molt, perquè és experimental, i perquè és un gran lletrista.» | » |

## Versions
El grup xilè Makiza va gravar una versió de la cançó que va ser inclosa a Tributo a Los Prisioneros (2000).

## VVídeo
El vídeo d'aquesta cançó va ser gravat en 1986 per a un especial d'un programa de televisió i és un dels menys coneguts del grup. Mostra als integrants tocant en una escenografia d'una ciutat dibuixada. Les imatges són intercalades amb preses en viu d'una presentació en l'Estadi Xile de 1986.